# License to Chill
License to Chill é um álbum de estúdio de Jimmy Buffett.